# Pixcom
 (février 2013).
Si vous disposez d'ouvrages ou d'articles de référence ou si vous connaissez des sites web de qualité traitant du thème abordé ici, merci de compléter l'article en donnant les références utiles à sa vérifiabilité et en les liant à la section « Notes et références ».
Pixcom est une société de production de cinéma et de télévision canadienne fondée en 1987 par Jacquelin Bouchard. Rapidement, elle connait un développement important dans la production audiovisuelle et numérique, le doublage et la post-production.
Portée par une équipe dévouée mettant en avant les talents d’ici, on retrouve à sa tête un groupe de direction dynamique composé du président Nicola Merola, de Sylvie Desrochers, vice-présidente, finances et administration, ainsi que du comédien et animateur Charles Lafortune, vice-président contenu et création.
En trois décennies, Pixcom a exposé ici et partout dans le monde, en français comme en anglais, le savoir-faire et l’expertise québécoise, comme en témoignent les nombreuses distinctions : des prix Gémeaux, mais aussi des prix Gemini, de l’Alliance Médias Jeunesse et bien d’autres.
En 2017, Pixcom fête son 30e anniversaire et s'offre une toute nouvelle identité visuelle pour l'occasion.

## Films produits
- 2008 : La Ligne brisée
- 2010 : Piché, entre ciel et terre
- 2017: 8328 (court-métrage)
- 2018: Florian et Ève (court-métrage)
- 2018: YUL (court-métrage)

## Émissions de télévision produites
- 1988-1992 : 100 Limite
- 1988-1991 : Lumières
- 1988 : Table rase
- 1990 : URSS: État d'âmes
- 1993-1996 : Ici ados Canada
- 1993-2003 : Le goût du monde
- 1993 : Viséo
- 1994-2000 : Complètement marteau
- 1994-1995 : Kaléidoscope
- 1994 : Malamba
- 1994-1997 : Objectif aventure
- 1995-1998 : Nations
- 1996-1999 : Bons baisers d'Amérique
- 1996-2006 : Jeux de société
- 1996-1997 : Kilomètres/heure
- 1996 : Le café des aveugles
- 1996 : Le fantôme du forum
- 1996 : Les années
- 1996 : On a marché sur la terre
- 1997-2001 : Cap sur les îles
- 1997 : Fou à lier
- 1997 : L'amour en guerre
- 1997-1998 : Le chaînon manquant
- 1997 : Le chant de l'âme
- 1997 : Les cinq dernières minutes (télé-film)
- 1997 : Mea culpa 100 limite
- 1997 : Prenez un numéro
- 1998 : Duo pour une soliste
- 1998-2002 : Festival of Stars
- 1998 : Jamais de la vie
- 1998-2003 : Les choix de Sophie
- 1998-1999 : Solo
- 1998-1999 : Tango
- 1998 : Tonus
- 1998 : Traces d'étoiles
- 1999-2003 : Cent titres
- 1999-2005 : Cultivé et bien élevé
- 1999-2001 : Dos ado
- 1999-2000 : Insectia
- 1999 : Le temps d'une vie
- 1999-2000 : Les années modes
- 1999-2000 : Les indices pensables
- 1999 : Motel Hélène
- 1999-2000 : Pareil pas pareil
- 1999 : Sectes tueuses
- 2000-2003 : ID Maison
- 2000 : 100 ans Desjardins
- 2000 : 100 ans en chantant
- 2000 : Délirium
- 2000 : Histoire de chansons
- 2000 : Histoire de trains
- 2000 : Histoire maritime
- 2000 : Hors des sentiers battus
- 2000-2014 : Les Nerdz
- 2000-2002 : L'histoire à la une
- 2000 : Marie, mère de toutes les apparitions
- 2000 : Odyssey: Canada's maritime
- 2000 : Survivre
- 2000 : Taxi pour l'Amérique
- 2001-2002 : Auteur libre
- 2001 : KT-3Z
- 2001 : Les frimousses
- 2001 : Technopolis
- 2001 : Vie sans frontière
- 2002 : 24 poses
- 2002 : A Species' Odyssey
- 2002 : Bali
- 2002-2006 : Banzaï
- 2002-2003 : Coup de pouce
- 2002-2004 : D'ici et d'ailleurs
- 2002 : Fred-Dy
- 2002 : La mer de Cortez
- 2002 : L'hypnose, une fenêtre sur l'esprit
- 2002 : L'odyssée de l'espèce
- 2002 : Offenbach à l'Oratoire : La commémoration
- 2002 : Offenbach à l'Oratoire : Le documentaire
- 2003 : Des Québécois au front
- 2003-2004 : Diabolo
- 2003 : La grande virée
- 2003 : La machine sportive
- 2003 : Les beaux jardins
- 2003-2005 : Metropolis
- 2003 : Performance
- 2004-2005 : 37,5
- 2004-2005 : Bienvenue dans mon pays
- 2004 : Double mixte
- 2004-2005 : Écran libre
- 2004 : Homo Sapiens
- 2004 : L'école est finie
- 2004 : Le rire de la mer
- 2004-2006 : The Killer Next Door
- 2004-2017 : Un tueur si proche
- 2004-2014 : Visite Libre
- 2005 : Au nom de la loi
- 2005-2007 : Droit au cœur
- 2005-2008 : Fallait y penser
- 2005-2006 : Fredo le magicien
- 2005 : Jacques Parizeau : L'homme derrière le complet trois pièces
- 2005-2012 : Le Cercle
- 2005 : Manger
- 2005 : Ma vie à la ferme
- 2005 : Rumeurs de miracles
- 2005 : Tueurs invisibles
- 2005-2008 : What's that about?
- 2006 : Caméra tout terrain
- 2006 : Homéo, chiro, doc et cie
- 2006-2012 : Kaboum
- 2006 : La vie à vif
- 2006 : Le 7e round
- 2006-2013 : Le banc d'essai du peuple
- 2006-2010 : Les Pieds dans la marge
- 2006 : Superwoman...Ras-le-bol!
- 2007 : Destination beauté
- 2007-2014 : Destinées
- 2007 : Le sacre de l'homme
- 2008-2010 : Ça manque à ma culture
- 2008 : Gang de rue
- 2008-2016 : Le code Chastenay
- 2008 : La ligne brisée, le dépassement de soi
- 2009 : Aveux
- 2009 : Daniel Lamarre : jusqu'au Cirque du Soleil
- 2009 : Derrière la toile : Le quatrième pouvoir
- 2009 : Dévisagés
- 2009 : J'arrête! Mon amie, mon ennemie, la cigarette
- 2009-2012 : Kampaï! À votre santé
- 2009 : La caverne d'Ali Baba
- 2009 : Le retour avec Benoît Gagnon
- 2009-2012 : Les grands duels de la LNI
- 2009 : Si c'était vrai
- 2010-2011 : Le canal masqué
- 2010 : Le téléphone
- 2010-2014 : Licence to Drill
- 2010 : Piché : L'ascension d'un héros, l'atterrisage d'un homme
- 2010-2011 : Trashopolis
- 2011 : Maisons de fous
- 2012 : Apparences
- 2012 : Le Monde en gros
- 2012-2014 : Bomb Hunters
- 2012-2014 : Dangerous Flights
- 2012 : Le monde en gros
- 2012 : Vertige
- 2013-2014 : La brigadière (websérie)
- 2013-2016 : Les Argonautes
- 2013 : Les Verts contre-attaquent
- 2013-2014 : Pop Quiz
- 2013-2021 : Restoration Garage
- 2014-2015 : À temps pour Noël (websérie)
- 2014 : Dans l'ombre des Shafia
- 2014 : In Chalet
- 2014 : Jacked!
- 2014 : L'entraineur (websérie)
- 2014 : Les brocanteurs de Vegas
- 2014-2015 : Les justiciers de la pia$$e
- 2014 : Thrift Hunters
- 2015-2016 : Code Max
- 2015 : Karl & Max
- 2015-2017 : Flip de fille
- 2015 : Mettons les voiles
- 2016-2022 : Au suivant!
- 2016-2018 : Électrons libres
- 2016-2020 : En pleine tempête
- 2016-2017 : Histoires en cour
- 2016 : J'aurais donc dû, docteur!
- 2016 : Les 10 commandements du BBQ
- 2016 : La clinique roulante
- 2016 : Les conquérants du gril
- 2016-2017 : Remue-ménage
- 2016 : Richard Garneau : Dix secondes d'extase
- 2017 : Alex Caine, infiltrateur
- 2017 : Béliveau
- 2017 : Jean Béliveau : Le documentaire
- 2017 : L'âge adulte : L'onde de choc
- 2017-2019 : Lâchés Lousses
- 2017 : Le Cirque Alfonse : Une affaire de famille
- 2017-2021 : L'indice McSween
- 2017 : Rogue Earth
- 2017 : Tu ne m'as pas tuée
- 2017-2021 : Huissiers
- 2017 : Victor Lessard
- 2018-2019 : Cold Valley
- 2018-2019 : Hellfire Heroes
- 2018 : Je suis chef
- 2018 : L'âge adulte : L'asphyxie
- 2018-2019 : La vraie histoire de la préhistoire
- 2018-2019 : Les Croque-morts
- 2018-2020 : Les Sapiens
- 2018-2020 : Max et Livia
- 2018 : My Worst Nightmare
- 2018-2022 : Pas plus bêtes que nous
- 2018 : Porn to be wild
- 2018 : Rogue Earth : Alberta Floods
- 2018-2019 : Victor Lessard : Violence à l'origine
- 2018 : Voir grand
- 2019 : Alerte Amber
- 2019 : Autiste, bientôt majeur
- 2019-2021 : Ça ne se demande pas
- 2019 : Face aux monstres
- 2019 : GTI
- 2019 : L'âge adulte : L'ADN
- 2019-2022 : La faille
- 2019 : Le combattant: Patrick Côté
- 2019 : Le monstre
- 2019 : Les combattants: La relève
- 2019-2020 : Meurtriers sur mesure
- 2019 : Notre premier flip
- 2019 : Rogue Earth : Hurricanes
- 2019-2020 : Victor Lessard : Ghetto X
- 2019 : Victor Lessard : Le talk-show
- 2019-2021 : You Can't Ask That
- 2020-2022 : Autiste, maintenant majeur
- 2020-2021 : Bijoux de famille
- 2021-2022 : Alertes
- 2021 : Code Québec
- 2021-2022 : Contre-offre
- 2021 : Face aux monstres: la reconstruction
- 2021 : La preuve :  L'opération SharQC
- 2021: Syndics
- 2021: Nuit blanche
- 2021: La guerre des hold-up
- 2021: C'est arrivé près de chez vous
- 2021: Audrey est revenue
- 2021: Dans ma tête: le retour
- 2022: Les super-héros des animaux
- 2022: Autiste, amour et amitié
- 2022: Lac-Noir

1. ↑  « Une nouvelle identité pour les 30 ans de Pixcom », sur Grenier aux Nouvelles (consulté le 12 mai 2021)